# Amphidium integrifolium
Amphidium integrifolium là một loài rêu trong họ Orthotrichaceae. Loài này được (Müll. Hal. ex Beckett) Broth. mô tả khoa học đầu tiên năm 1902.